# Back to Titanic
Back to Titanic is het tweede soundtrackalbum dat voor de film Titanic (1997) is uitgebracht. Het is een mix van niet eerder uitgebrachte opnames die in de film zaten. Na het succes van het eerste soundtrackalbum, creëerde James Horner een nieuwe suite van muziek, bestaande uit lichte en donkere delen, die de "ziel" van zijn muziek voor de film vertegenwoordigt.

## Tracklijst
Lijst van nummers op het album, met de lengte in minuten en seconden:
1. Titanic Suite – 19:05
2. An Irish Party in Third Class – 3:48
3. Alexander's Ragtime Band – 2:31
4. The Portrait – 4:44
5. Jack Dawson's Luck – 5:39
6. A Building Panic 8:09
7. Nearer My God to Thee – 2:51
8. Come Josephine, in My Flying Machine – 3:33
9. Lament – 4:37
10. A Shore Never Reached – 4:27
11. My Heart Will Go On – 4:43
12. Nearer My God to Thee – 2:23
13. Epilogue – The Deep and Timeless Sea – 12:38